# Codex Parisino-petropolitanus

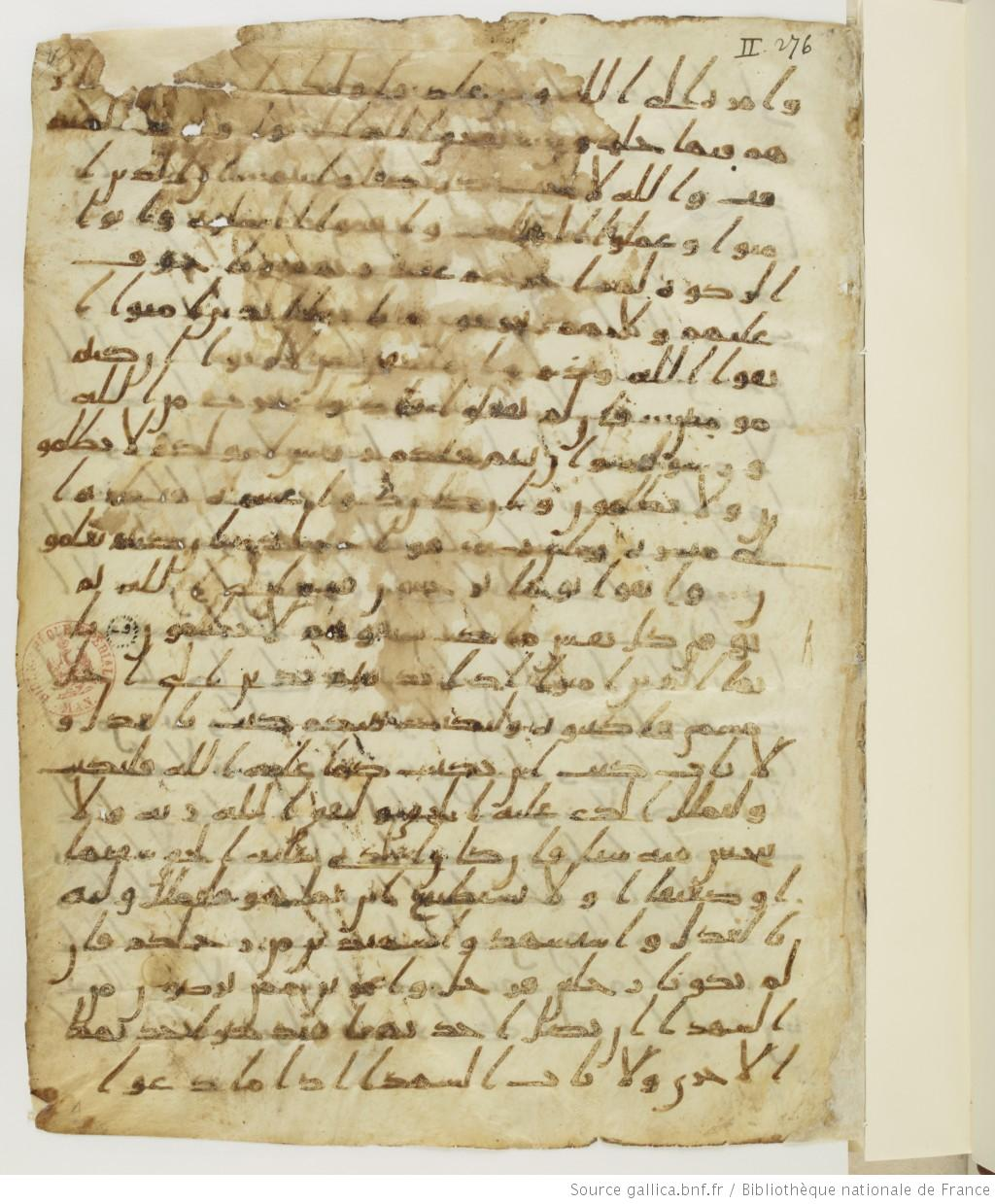
Il recto del primo folio del codex Parisino-petropolitanus. Lo stile è lo script Hijazi.

Il codex Parisino-petropolitanus è uno dei più antichi manoscritti del Corano esistenti, la cui attribuzione risale al VII secolo.
La maggior parte del manoscritto frammentario è conservata presso la Biblioteca nazionale di Francia, a Parigi, come BnF Arabe 328(ab), con 70 fogli. Altri 46 fogli sono conservati nella Biblioteca nazionale russa a San Pietroburgo. Sono stati conservati altri due folia, uno nella Biblioteca Vaticana (Vat. Ar. 1605/1) e l'altro nella Collezione Khalili di arte islamica a Londra (KFQ 60).

## Il manoscritto
BnF Arabe 328 è composto da sei parti, etichettate a – f. Di queste, le parti (a) e (b) furono successivamente riconosciute come facenti parte di un unico manoscritto originale.
- BnF Arabe 328(a), 56 fogli (foll. 1 – 56), con ulteriori conservati dalla Biblioteca Vaticana, dalla Collezione Khalili di arte islamica e dalla Biblioteca nazionale russa.[1] Questa parte rappresenta circa il 26% del testo del Corano.
- BnF Arabe 328(b), 14 fogli (foll. 57 – 70).

Le restanti quattro parti di BnF Arabe 328 provengono da diversi manoscritti coranici.
- BnF Arabe 328(c), 16 fogli (foll. 71 – 86), con due fogli aggiuntivi scoperti a Birmingham e datati al carbone prima del 645 (precedentemente rilegati con un manoscritto coranico della fine del VII secolo non correlato) nel 2015.
- BnF Arabe 328(d), 3 fogli (foll. 87 – 89).
- BnF Arabe 328(e), 6 fogli (foll. 90 – 95).
- BnF Arabe 328(f), 2 fogli (foll. 96 – 97).

Il manoscritto Arabe 328(ab) è frammentario. Originariamente conteneva da 210 a 220 fogli, di cui 118 esistenti (70 a Parigi, 46 a San Pietroburgo e uno ciascuno a Roma e Londra). Il testo conservato spazia dal Corano 2 :275 al Q72 :2, con lacune intermedie. Nel complesso, contiene circa il 45% del testo coranico. Fu prodotto da cinque scrivani, probabilmente operanti contemporaneamente, per soddisfare la richiesta di una produzione veloce. Tutte le mani usano lo script Hijazi.
François Déroche afferma che la produzione del codex Parisino-petropolitanus potrebbe essere datata alla fine del VII secolo. David S. Powers concorda con questa prima data. Altri concordano con una data all'inizio dell'VIII secolo, che Déroche sosteneva anche in alcuni dei suoi primi lavori. Altri suggeriscono date significativamente successive.
Déroche scrive di molte semplici differenze ortografiche tra il testo del codex Parisino-petropolitanus e il testo standard di oggi. Nel complesso, il contenuto del testo non è molto diverso da quello del Corano odierno. L'ortografia, tuttavia, non spiega tutte le differenze. Alcune differenze rimanenti possono essere spiegate come errori del copista. Alcune altre sono varianti sostanziali secondo Déroche, incluse alcune varianti non canoniche. Powers afferma che alcune di queste varianti sostanziali mostrano che il testo del Corano rimase "fluido" e aperto a modifiche fino alla fine del VII secolo.

## Storia

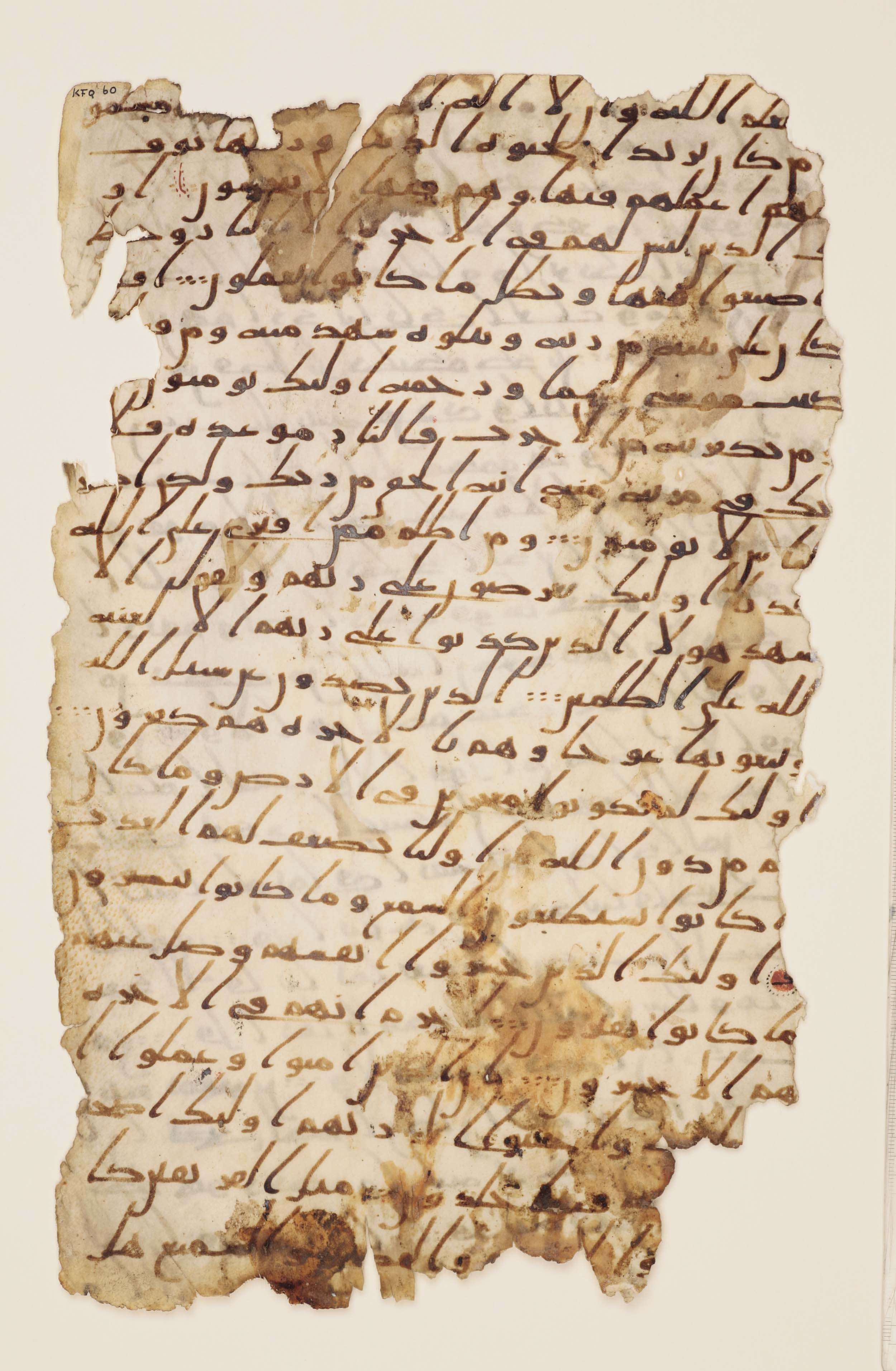
Il folio della collezione Khalili di arte islamica

Il manoscritto era stato conservato, con altri manoscritti coranici, nella moschea di Amr ibn al-As a Fustat, in Egitto. Durante la spedizione napoleonica in Egitto del 1798/1799, l'arabo francese Jean-Joseph Marcel (1776 – 1856) acquistò un primo lotto di fogli. Qualche altra pagina fu acquistata da Jean-Louis Asselin de Cherville (1772 – 1822) quando alcuni anni dopo fu viceconsole a Il Cairo. La collezione di manoscritti arabi di Cherville fu venduta alla Bibliothèque nationale dopo la sua morte nel 1822. La porzione acquistata da Jean-Joseph Marcel fu venduta, dalla sua erede, al governo russo e nel 1864 entrò a far parte della collezione della Biblioteca Imperiale Pubblica (ora Biblioteca nazionale russa) di San Pietroburgo. Oltre alle porzioni acquistate da Marcel e de Cherville, due ulteriori folia raggiunsero l'Europa separatamente; uno è ora nella Biblioteca Vaticana (Vat. Ar. 1605/1) e l'altro nella Collezione Khalili di arte islamica a Londra (KFQ 60). Nel catalogo 1983 della BnF, foll. 1 – 56 sono stati descritti come un'entità separata, Arabe 328(a), dal foll. 57 – 70, da arab328 (b). Solo in seguito si è capito che le due parti un tempo facevano parte dello stesso manoscritto.